# جگوار ایکس‌اف

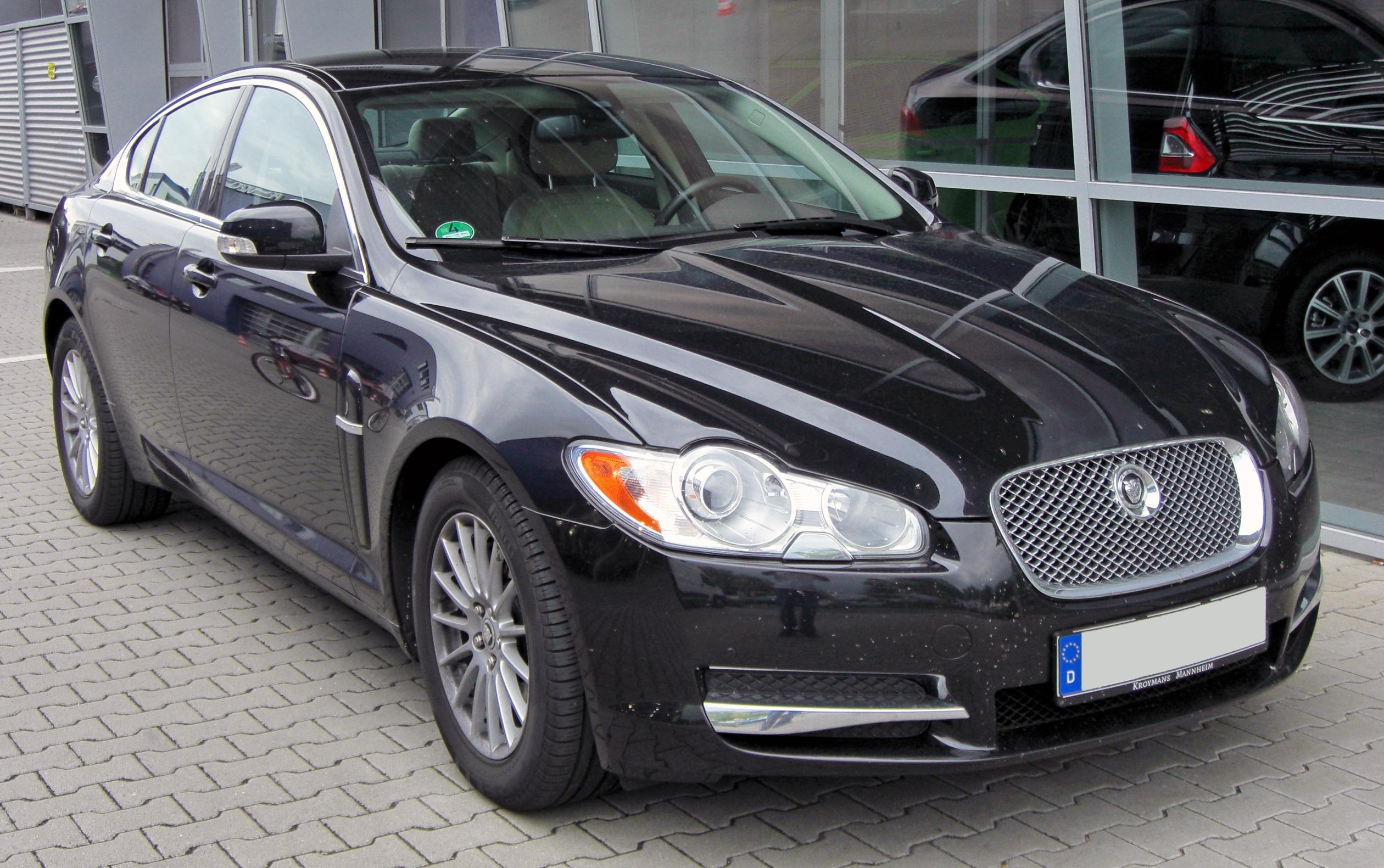

جگوار ایکس‌اف (Jaguar XF) خودرویی است که از سال ۲۰۰۸ تا کنون در بیرمنگام و بریتانیا تولید شده‌است. طراحی آن خودروهای موتور جلو-محور عقب بوده است. سیستم جعبه‌دندهٔ آن ۶ دنده به صورت خودکار است.